# Nereis cuprea
Nereis cuprea är en ringmaskart som först beskrevs av Schmarda 1861.  Nereis cuprea ingår i släktet Nereis och familjen Nereididae. Inga underarter finns listade i Catalogue of Life.